# National Technical Institute for the Deaf
Das National Technical Institute for the Deaf (NTID) ist die erste und größte technische Hochschule für gehörlose und schwerhörige Studenten in den USA. Als eine von neun Hochschulen des Rochester Institute of Technology (RIT) in Rochester (Bundesstaat New York) bietet das NTID akademische Programme, ASL-Dolmetscher im Unterricht und Unterstützung – inklusive audiologische Beratung vor Ort sowie mit dem CI. Im Herbst 2012 umfasste das NTID unter 10 % der Einschreibungen des RIT's mit 1259 Studenten. Ungefähr 775 taube und schwerhörige Studenten sind gleichzeitig auch noch in anderen RIT-Hochschulprogrammen mit Beteiligung des NTID eingeschrieben.
Zusätzlich zum Master-Programm in Gehörlosenpädagogik bietet das NTID einen Bachelor-Abschluss in ASL-English-Dolmetschen.

## Geschichte
Das Institut wurde 1965 gemäß dem Paragraphen Pub.L. 89-36 gegründet. Der Paragraph wurde durch die „National Advisory Group“ eingeführt, um einen geeigneten Standort für das Institut zu finden. Die Beratergruppe berücksichtigte dabei die Illinois State University, Pennsylvania State University, University of Southern California, State University of New York, University of Colorado at Boulder und andere als mögliche Standorte, bevor die Entscheidung 1966 auf das RIT fiel. Drei Faktoren halfen dem RIT für die Wahl als Standort:
- gerade erst fand der Umzug auf einen neuen Campus statt,
- Rochesters Geschäftswelt hatte eine moderne Sicht über Behinderung am Arbeitsplatz und warb damit bei der Beratergruppe
- Treuhänder Edmund Lyon, Präsident der Alexander Graham Bell Association for the Deaf and Hard of Hearing und auch als Treuhänder für die „Rochester School for the Deaf“

Das Institut war ursprünglich für technische Trainings sowie akademische und kommunikative Skilltrainings für 600 gehörlose Studenten jährlich konzipiert.
Der erste Student wurde 1968 zugelassen.  Die Einrichtung sorgte anfänglich für Reibungen am Campus zwischen hörenden und gehörlosen Studenten. Die Streitpunkte der RIT-Fakultät und der NTID-Fakultät konzentrierten sich auf den Bau neuer Gebäude für das NTID, ein höheres Gehalt an der NTID-Fakultät und den Kommunikationsunterschieden zwischen American Sign Language and American English.
In den frühen 1980ern stiegen die Einschreibungen am NTID sprunghaft an als die gehörlosen Studenten der „rubella bulge“ Mitte der 1960er ihr Studium begannen.
Die Zahl der Einschreibungen ist zuletzt auch wieder gestiegen, 2008 gelang ein neuer Höchstwert von 1.450, und knackte damit den Rekord von 1.358 von 1984.
1993 wurde das „Center for Arts and Sciences“ gegründet um die vielen unentschlossenen oder unvorbereiteten Studenten auf dem Weg zu einem Bachelor-Abschluss zu unterstützen.  Diese Programm erhöhte 2005 den Anteil der Bachelor-Studenten auf 41 %, wo 20 Jahre vorher noch 12 % üblich waren.
Die Geschichte des NTID und die Kunst, Kultur, Technologie sowie Sprache der Gehörlosen-Community sind im RIT-/NTID-Deaf Studies-Archiv zu finden, welches im Campus der „RIT Archive Collections“ in der „Wallace Library“ untergebracht ist.
| Name              | Titel                          | Zeitraum                                          |
| ----------------- | ------------------------------ | ------------------------------------------------- |
| D. Robert Frisina | Direktor Senior Vize-Präsident | 1967–1968 1977–1979                               |
| William E. Castle | Direktor Vize-Präsident        | 1968–1982 1979–1994                               |
| Peter Pere        | Dekan                          | 1982–1984                                         |
| James J. DeCaro   | Dekan Interimspräsident        | 1984–1998 1995–1996                               |
| Robert R. Davila  | Vize-Präsident                 | 1996–2006                                         |
| T. Alan Hurwitz   | Dekan President                | 1998 – 31. Dezember 2009 2006 – 31. Dezember 2009 |
| James J. DeCaro   | Interimspräsident              | 1. Januar 2010 – 31. Dezember 2010                |
| Gerard J. Buckley | Präsident                      | 1. Januar 2011 – jetzt                            |

## Bekannte Absolventen
- Clayton Valli